# Kaci Battaglia
Kaci Lyn Battaglia (Clearwater, Florida, 3 de octubre de 1987) es una cantante, compositora, actriz y deportista estadounidense de ascendencia italiana y alemana.

## Carrera y vida personal
Nació y se crio en Clearwater, Florida, parte de la región Tampa Bay. Tiene ascendencia italiana y alemana. Donna, la madre de Kaci se volvió a casar después del divorciarse del padrastro de Kaci, Check Stanmore. Desafortunadamente se separaron en 2005. Battaglia comenzó a cantar cuando tenía tres años y pronto empezaría a asistir a varios campamentos de canto alrededor de Florida. Kaci es hija única. 
A la edad de once años lanzó de forma independiente el álbum “A Thousand Stars”, producido por su madre. Una parte de las ganancias de “A Thousand Stars” fue para un proyecto de construcción de casas para los menos afortunados. Kaci empezó a buscar un contrato discográfico cuando tenía once años, debido al éxito de su álbum independiente atrapó la atención del legendario productor Joel Diamond, después de que la madre de Kaci lo llamara y pidiera que le hiciera una audición a su hija. 
Joel supo inmediatamente que incluso a la edad de once años Kaci era algo especial y puso su propio dinero para grabarla. Después de haber sido rechazada por 20 discográficas con su grabación, fue Mike Curb quién llamó a Joel luego de unos meses de haber recibido la grabación y le dijo a Joel que él creía que “Paradise” era buena y quería que Kaci firmara con Curb Records. Su primer sencillo “Paradise” fue lanzado el 26 de febrero de 2001, y no solo llegó al número 1 en Inglaterra por 12 semanas consecutivas, sino que también vendió 2 millones de copias. Su álbum debut “Paradise” fue lanzado el 12 de junio de 2001. El segundo sencillo de Kaci fue una versión del tema “I Think I Love You” de David Cassidy, que por coincidencia también fue producida por Joel Diamond, quien lanzó la carrera entera de Katie Cassidy. Fue lanzada durante el mismo tiempo que su hija, Katie Cassidy lanzó un cover de la misma canción.
En 2003, Kaci se reunió con un fotógrafo japonés y lanzó un álbum de fotos titulado “Kaci: I’m A Singer”. Este álbum de fotos fue llenado con imágenes de Kaci en su pueblo natal en Florida. El libro fue lanzado exclusivamente en Japón junto con un relanzamiento de su disco “Paradise” que incluyó un DVD extra con sus videos musicales y videos de cómo se hizo su sesión de fotos para el libro.
En el año 2005 grabó la canción “I Will Learn To Love Again” para la película “The Perfect Man”, protagonizada por Hilary Duff. En 2007, Kaci lanzó “I Can’t Help Myself” para las estaciones de radio. En 2009, Kaci firmó con Big Management Ltd y cambió su nombre artístico al añadirle su apellido, en lugar de usar solo su primer nombre.
El sencillo “Crazy Possessive” fue lanzado el 26 de mayo de 2009, y se convirtió en un gran éxito en Sirius XM Radio, venciendo a Black Eyed Peas y a Eminem. El 21 de septiembre de 2010, lanzó su segundo álbum, "Bring It On", pero sólo fue lanzado en Japón en formato físico y en Estados Unidos en formato digital.

## Discografía

### Álbumes
- 1998: A Thousand Stars
- 2001: Paradise
- 2010: Bring It On

### Sencillos
- 2001: "Paradise"
- 2001: "Paradise"
- 2001: "Tu Amor Part 1"
- 2001: "Tu Amor Part 2"
- 2002: "Intervention Divine"
- 2002: "I Think I Love You"
- 2003: "I'm Not Anybody's Girl"
- 2005: "I Will Learn to Love Again"
- 2007: "I Can't Help Myself"
- 2009: "Crazy Possessive"
- 2010: "Body Shots" (featuring Ludacris)